# アダカヤヌシタキキヒメ
アダカヤヌシタキキヒメ（阿陀加夜努志多伎吉比売、阿陀加夜怒志多伎吉比売、阿陀加夜怒志多岐吉比売、阿陀加夜奴志多岐喜比賣）は、日本神話に登場する神。

## 概要
『出雲国風土記』神門郡の多伎郷条に登場し、親神にオオナモチが伝わる。他には見られない。島根県松江市東出雲町にある出雲郷（あだかや、あだかえ、あだかい）の地の神とされる。

## 記述

### 出雲国風土記

#### 神門郡
多伎郷。郡家の南西二十里にある。所造天下大神の御子である阿陀加夜努志多伎吉比売命が、ここにいらっしゃる。よって、この地を多吉と言うようになった。神亀三年に字を多伎とした。

## 考証
『出雲国風土記』意宇郡に不在神祇官社として阿太加夜社が記載されており、多伎郷条の記述と関連付けて考察されている。神名は意宇郡にある出雲郷の守護神だった後、多伎に来て鎮座された神の意であるとされ、阿陀加夜の努志（主）・多伎吉の比売（姫）と区分できることから、主を称する阿陀加夜の方が本拠地であると考えられている。カヤの語から『延喜式』巻八に収録されている祝詞「出雲国造神賀詞」に見えるカヤナルミ（賀夜奈流美命）と同一神とする説があり、さらに阿陀加夜努志をカムヤタテヒメ（神屋楯比売）の名から取った大高屋主の意、多伎吉比売を高比売と同義と見て、シタテルヒメとも同一神であるとする説も提示されている。

## 祀る神社
- 阿陀萱神社（鳥取県米子市橋本） - 主祭神  - 社伝では大己貴命と八上姫命の間に生まれた御子を多伎喜比賣命としており、この神が榎原郷橋本村の里にあった榎の俣に指を挟んだ時に、自身を木俣の神と称して宝石山へ鎮座したとする[9]。
- 阿太加夜神社（島根県松江市東出雲町出雲郷） - 主祭神  - 中古の火災により、詳細な由緒は不明。「足高さん」の通称で信仰されている[10]。『出雲国風土記』意宇郡の不在神祇官社である阿太加夜社に比定される[1]。
- 多伎藝神社（島根県出雲市多伎町口田儀） - 主祭神  - 式内社の多伎藝神社に比定される。多伎々比賣命の名で祀り、他に雷神としても信仰されている[11]。『出雲国風土記』神門郡の神祇官社である多支枳社に比定される[1]。
- 多伎支神社（島根県出雲市多伎町口田儀） - 祭神  - 多伎藝神社（前掲）の境内社。社伝では奥田儀にあった後に多伎藝神社へ合祀されたとするが、合祀以前の当社を多伎藝神社に比定されるはずの多支枳社としており、本社と境内社の関係に混乱が生じている。この状態に対して、当社に祀られていた元の祭神は雷神であり、雷神への崇敬が篤くなっていくのに加えて合祀の影響で本社の多伎藝神社と混同が起きた結果、雷神信仰及び社名が本社と入れ替わったと見る説がある[11]。『出雲国風土記』神門郡の不在神祇官社である多支々社に比定される[11]。
- 多伎神社（島根県出雲市多伎町多岐） - 主祭神  - 式内社の多伎神社に比定される。享保2年成立の地誌である『雲陽誌』では祭神が阿陀加夜努志命・多伎吉比賣命と二神に分離して記されている[12][13]。明治期の「神社明細帳」では宗像三女神が祭神に挙げられているが、記紀に登場しない神であったために似た音を持つタギツヒメを当てたものだと考えられている[13]。『出雲国風土記』神門郡の神祇官社である多吉社に比定される[1]。
- 市森神社（島根県出雲市稗原町） - 主祭神  - 社伝では祭神が鎮座した地を加夜里の加夜床とし、元禄12年に現在地へ移転したとする[10]。また、祭神の母神を朝山神社（出雲市朝山町）の祭神である玉邑比売命とする[14]。 『出雲国風土記』神門郡の不在神祇官社である加夜社に比定される[1]が、近世は加夜社を多岐村の加夜堂（現：出雲市多伎町多岐）に比定する説が伝播していた[5]。